# Ash Island (Themse)
Ash Island ist eine bewaldete Insel in der Themse in England. Sie liegt innerhalb des Wehrs des Molesey Lock an der Grenze von Greater London. Die Insel liegt 25 m flussabwärts von Tagg’s Island.
Ash Islands Post town ist East Molesey (KT8) und administrativ gehört die Insel zum London Borough of Richmond upon Thames.
Das Hauptwehr ist am flussabwärts gelegenen Ende der Insel und schließt sich an die Schleuse an. Das zweite Wehr ist am oberen Ende der Insel. Als Folge gibt es einen Unterschied von mehreren Fuß im Wasserstand um die Insel.
Die Insel ist im Privatbesitz und hat einen Bootsanleger in der Nähe der Schleuse. Die Insel ist zum großen Teil dicht mit Bäumen bewachsen.